# Magyarország az 1936. évi nyári olimpiai játékokon
Magyarország a németországi Berlinben megrendezett 1936. évi nyári olimpiai játékok egyik részt vevő nemzete volt, 216 sportolóval vett részt. Berlin közelségét kihasználva a magyar küldöttség létszáma közel négyszeresére emelkedett az előző, az egyesült államokbeli Los Angelesben rendezett olimpiához képest. A magyar versenyzők között így voltak itthoni eredményeik alapján eleve esélytelenek is, végül az olimpia a magyar sport világszerte nagy feltűnést keltő sikerét hozta: Magyarország tizenhat érmet – tíz arany-, egy ezüst- és öt bronzérmet – nyert, és ezzel a nem hivatalos éremtáblázaton a harmadik helyet szerezte meg. A helyezések alapján számított 134 olimpiai pont 23 ponttal több, mint az előző olimpián elért eredmény. A legeredményesebb magyar sportoló, Kabos Endre vívó két aranyérmet nyert. Rajta kívül két érmet nyert még Gerevich Aladár vívó és Csik Ferenc úszó.

## Eredményesség sportáganként
A magyar sportolók tizennégy sportágban, illetve szakágban értek el pontszerző helyezést:
(kiemelve az egyes számoszlopok legmagasabb értéke, illetve értékei)
| Sportág, szakág     | Helyezések száma | Helyezések száma | Helyezések száma | Helyezések száma | Helyezések száma | Helyezések száma | Olimpiai pont | Indulók száma | Indulók száma | Indulók száma |
| Sportág, szakág     |                  |                  |                  | 4.               | 5.               | 6.               | Olimpiai pont | Férfi         | Nő            | Össz.         |
| Atlétika            | 1                | 0                | 0                | 0                | 0                | 3                | 10            | 24            | 1             | 25            |
| Birkózás            | 3                | 0                | 1                | 0                | 1                | 0                | 27            | 12            | 0             | 12            |
| Evezés              | 0                | 0                | 0                | 1                | 2                | 0                | 7             | 23            | 0             | 23            |
| Gyeplabda           | 0                | 0                | 0                | 0                | 0                | 0                | 0             | 15            | 0             | 15            |
| Kajak-kenu          | 0                | 0                | 0                | 0                | 0                | 0                | 0             | 5             | 0             | 5             |
| Kerékpározás        | 0                | 0                | 0                | 0                | 1                | 0                | 2             | 8             | 0             | 8             |
| Kézilabda           | 0                | 0                | 0                | 1                | 0                | 0                | 3             | 16            | 0             | 16            |
| Labdarúgás          | 0                | 0                | 0                | 0                | 0                | 0                | 0             | 11            | 0             | 11            |
| Lovaglás            | 0                | 0                | 1                | 0                | 1                | 1                | 7             | 9             | 0             | 9             |
| Lovaspóló           | 0                | 0                | 0                | 1                | 0                | 0                | 3             | 5             | 0             | 5             |
| Művészeti versenyek | 0                | 0                | 0                | 0                | 0                | 0                | 0             | 6             | 1             | 7             |
| Ökölvívás           | 1                | 0                | 0                | 2                | 1                | 0                | 15            | 6             | 0             | 6             |
| Öttusa              | 0                | 0                | 0                | 0                | 1                | 0                | 2             | 3             | 0             | 3*            |
| Sportlövészet       | 0                | 1                | 0                | 0                | 0                | 0                | 5             | 8             | 0             | 8             |
| Súlyemelés          | 0                | 0                | 0                | 0                | 0                | 0                | 0             | 2             | 0             | 2             |
| Torna               | 0                | 0                | 1                | 0                | 0                | 0                | 4             | 8             | 8             | 16            |
| Úszás               | 1                | 0                | 1                | 1                | 0                | 0                | 14            | 9             | 6             | 15            |
| Vitorlázás          | 0                | 0                | 0                | 0                | 0                | 0                | 0             | 1             | 0             | 1             |
| Vívás               | 3                | 0                | 1                | 1                | 0                | 0                | 28            | 16            | 3             | 19            |
| Vízilabda           | 1                | 0                | 0                | 0                | 0                | 0                | 7             | 11            | 0             | 11            |
| Összesen            | 10               | 1                | 5                | 7                | 7                | 4                | 134           | 197           | 19            | 216           |

## Magyar érmesek
| Érem  | Sportoló | Sportág       | Versenyszám             |
| ----- | --- | ------------- | ----------------------- |
| Arany | Csák Ibolya | Atlétika      | magasugrás              |
| Arany | Kárpáti Károly | Birkózás      | szabad fogás-könnyűsúly |
| Arany | Lőrincz Márton | Birkózás      | kötött fogás-légsúly    |
| Arany | Zombori Ödön | Birkózás      | szabad fogás-légsúly    |
| Arany | Harangi Imre | Ökölvívás     | könnyűsúly              |
| Arany | Csik Ferenc | Úszás         | 100 m gyorsúszás        |
| Arany | Elek Ilona | Vívás         | tőrívás-egyéni          |
| Arany | Kabos Endre | Vívás         | kardvívás-egyéni        |
| Arany | Berczelly Tibor Gerevich Aladár Kabos Endre Kovács Pál Rajcsányi László Rajczy Imre                                                                     | Vívás         | kardvívás-csapat        |
| Arany | Bozsi Mihály Brandi Jenő Bródy György Halassy Olivér Hazai Kálmán Homonnai Márton Kutasi György Molnár István Németh János Sárkány Miklós Tarics Sándor | Vízilabda     | férfi csapat            |
| Ezüst | Berzsenyi Ralph | Sportlövészet | kisöbű puska-fekvő      |
| Bronz | Palotás József | Birkózás      | kötött fogás-középsúly  |
| Bronz | Platthy József | Lovaglás      | díjugratás              |
| Bronz | Csillik Margit Kalocsai Margit Madary Ilona Mészáros Gabriella Nagy Margit Tóth Judit Törös Olga Voit Eszter                                            | Torna         | összetett-csapat        |
| Bronz | Abay Nemes Oszkár Csik Ferenc Gróf Ödön Lengyel Árpád                                                                                                   | Úszás         | 4x200 m gyorsúszó váltó |
| Bronz | Gerevich Aladár | Vívás         | kardvívás-egyéni        |

## További magyar pontszerzők

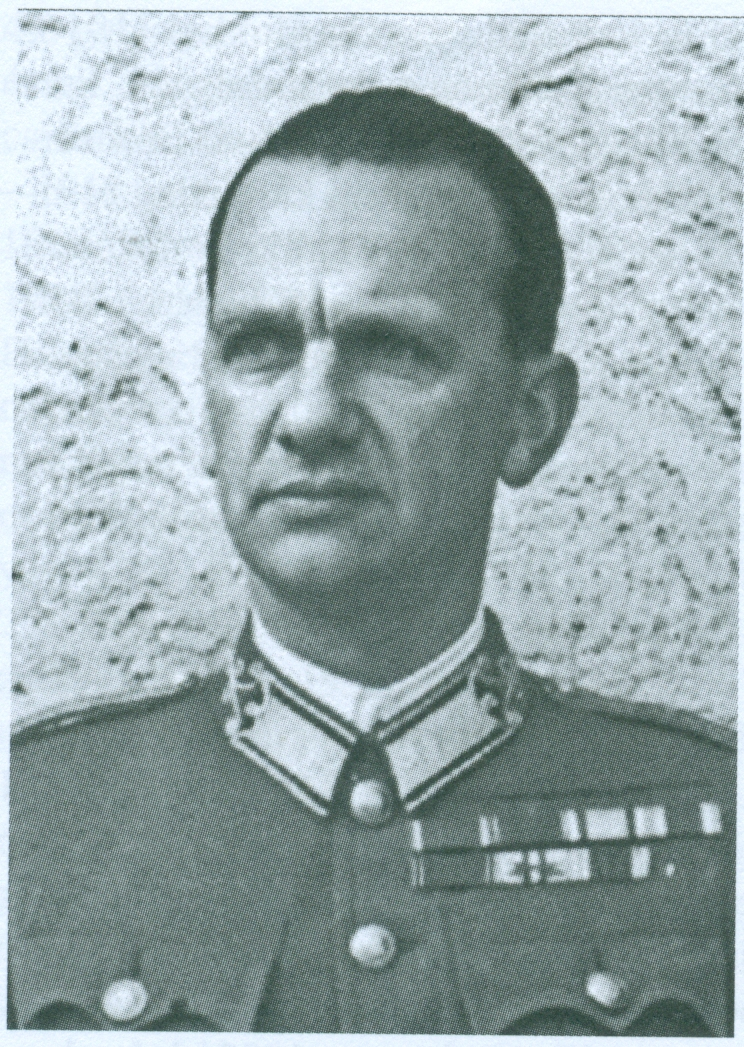
Bartalis Kálmán lovaspólózó

### 4. helyezettek
| Név | Sportág   | Versenyszám              |
| --- | --------- | ------------------------ |
| Győry Károly Mamusich Tibor | Evezés    | kormányos nélküli kettes |
| Benda Antal Cséfai Sándor Cziráki Ferenc Fodor Miklós Galgóczi Lőrinc Koppány János Kutasi Lajos Máthé Tibor Páli Imre Rákosi Ferenc Salgó Endre Serényi István Szomori Sándor Takács Gyula Újvári Antal Velkey Ferenc | Kézilabda | férfi                    |
| Bartalis Kálmán Bethlen István Dienes-Öhm Tivadar Kovács Dezső Szentpály Imre | Lovaspóló | férfi                    |
| Frigyes Dezső | Ökölvívás | pehelysúly               |
| Nagy Ferenc | Ökölvívás | nehézsúly                |
| Ács Ilona Bíró Ágnes Harsányi Vera Lenkei Magda | Úszás     | 4 × 100 m gyorsváltó     |
| Rajcsányi László | Vívás     | kard, egyéni             |

### 5. helyezettek
| Név | Sportág      | Versenyszám             |
| --- | ------------ | ----------------------- |
| Tóth Ferenc | Birkózás     | szabadfogás, pehelysúly |
| Éden Vilmos Inotay Ákos Mihó Miklós Molnár László Szymiczek Alajos                                                                | Evezés       | kormányos négyes        |
| Alapy Gábor Ballya Hugó Domonkos Pál Hollósi-Jung Frigyes Kapossy Imre Kereszthy Ervin Korompay Sándor Szabó László Szendey Antal | Evezés       | nyolcas                 |
| Orczán László | Kerékpározás | 1000 m időfutam         |
| Endrődy Ágoston | Lovaglás     | military, egyéni        |
| Mándi Imre | Ökölvívás    | váltósúly               |
| Orbán Nándor | Öttusa       | egyéni                  |

### 6. helyezettek
| Név                                                     | Sportág  | Versenyszám          |
| ------------------------------------------------------- | -------- | -------------------- |
| Bácsalmási Péter                                        | Atlétika | rúdugrás             |
| Zsuffka Viktor                                          | Atlétika | rúdugrás             |
| Kovács József Ribényi Tibor Vadas József Zsitvai Zoltán | Atlétika | 4 × 400 m váltófutás |
| Keméry Pál Magasházy László Pados Gusztáv               | Lovaglás | díjlovaglás, csapat  |